# Medicinske vede
Medicinske vede se ukvarjajo z zdravjem ljudi in živali. Po eni strani se ukvarjajo s preučevanjem in raziskavami zdravja ljudi in živali ter z uporabo tega znanja za izboljšanje zdravja ter preprečevanje in zdravljenje bolezni, po drugi strani pa se ukvarjajo s temeljnim razumevanjem delovanja človeškega ali živalskega organizma. Pri svojem delu se medicinske vede opirajo tudi na izsledke na drugih sorodnih področjih, kot so biokemija, farmakologija, genetika, mikrobiologija,...
Zdravje je več kot le odsotnost bolezni. Po definiciji Svetovne zdravstvene organizacije je zdravje »stanje popolnega fizičnega, mentalnega in socialnega blagostanja in ne le pretežna odsotnost bolezni ali betežnosti.«
Med mnogimi panogami humane medicine so najbolj znane medicina, zdravstvena nega, babištvo in stomatologija; zdravljenje dopolnjujejo tudi razne terapije za povrnitev normalne aktivnosti, kot so fizioterapija, delovna terapija ipd. Z zdravljenjem živali se ukvarja veterinarska medicina.